# Carbossimetilcellulosa
La carbossimetilcellulosa, o CMC, è un polimero derivato della cellulosa in cui alcuni gruppi ossidrili (-OH) sono sostituiti da carbossimetili (-CH2-COOH).
Considerato additivo alimentare, identificato dal codice E466, è usato in particolare come addensante e anche nell'industria cartaria per la produzione di carte da imballaggio alimentare.
Col codice E466 viene indicato anche il sale sodico del polimero, ovvero la carbossimetilcellulosa sodica, composto ottenuto trattando la cellulosa prima con alcali e poi con monocloroacetato di sodio; ha l'aspetto di polvere fibrosa o granulare, di colore dal bianco crema al bianco; solubile in acqua sia fredda che calda. È stabile in un intervallo di pH da 5 a 10 ed ha una buona compatibilità nei confronti dell'alcool: nelle dispersioni a bassa concentrazione se ne può aggiungere sino al 40 per cento. Ha proprietà stabilizzanti e di colloide protettore, ritarda la crescita di cristalli di zucchero ad una concentrazione d'uso dello 0,2-2%. È incompatibile con sali di- e tri- valenti e tensioattivi cationici ed ha scarso potere sospendente.

## Aspetti sanitari
Uno studio pubblicato nel 2021 sulla rivista Gastroenterology ha rilevato che la carbossimetilcellulosa “ha un impatto sull’ambiente intestinale di volontari sani, e questo alterando la composizione del microbiota intestinale nonché la presenza di molte piccole molecole (metaboloma)”, risultati che “sottolineano la necessità di ulteriori lavori per caratterizzare l’impatto a lungo termine di questo additivo alimentare”.